# Knäskålsluxation
Knäskålsluxation, patellaluxation eller patellasubluxation, är ett problem som uppstår när knäets ledband, och muskulatur inte förmår hålla knäskålen på plats (dislokation). Detta kan ske vid stora och snabba rörelser eller vid en kraftig smäll.
Tillståndet drabbar vanligen barn. Det behandlas oftast hos fysioterapeut, där man får hjälp att stärka muskulaturen och ligament kring knäleden och på så sätt stabilisera knät. Ofta är sådan behandling tillräcklig eller så går problematiken över med tiden, medan andra kan vara i behov av kirurgisk behandling.
Vuxna drabbas oftast inte av att knäet hoppar ur led ifall de inte har en tidigare skada i knäet. Vanligast är att personen i samband med en aktivitet, sportrelaterad eller i fysiskt arbete, upplever att knäet plötsligt knakar till och att knäskålen ”hoppar” mot knäets utsida. Vissa patienter får en ortos eller stödförband som ska hjälpa till att hålla knäskålen på plats medan skadan läker ut. 

## Vid skada
Om svullnad uppstår kan det bero på blödning inuti knäleden, vanligen genom skada på menisken eller att det har uppstått ett benbrott, att ledkapseln är skadad eller genom skador på ligamenteten i leden. De resulterande smärtorna leder ofta till att den drabbade söker sjukvård. Vanliga diagnostiska metoder som kan användas är röntgenundersökning för att utesluta att inga benbrott skett, tömning av blod i form av en ledpunktion och att vid behov utföra en titthålsoperation för att fastställa diagnos och i vissa fall ge kirurgisk behandling. 
Efter skadan går oftast patienten med hjälp av kryckor de kommande veckorna. Eftersom musklerna inte belastas under ”kryckperioden” försvagas de, och behöver byggas upp igen, ofta i samråd med en fysioterapeut. Vid återkommande besvär kan ett knäskålsskydd vara till hjälp för vissa patienter.
En operation övervägs i de fall då patienten får återfall och inte kan undvika att knäskålen går ur led även då man behandlat med bandage/skena och sjukgymnastik för att träna upp knäledens muskulatur. 
Exempel på knäskålsstabiliserande ingrepp:
- Lateral release: en titthålsoperation som minskar den spänning som eventuellt finns i det utvändiga ledbandet på knäskålen.
- Medial duplikatur: en öppen operation där man återställer det sönderslitna, invändiga ledbandet.
- Elmslie Trillats operation: en kombination av de två ovan beskrivna operationerna.

Man kan även försöka öka stabiliteten genom osteotomi, en genomskärning av benet som gör att fästet befinner sig längre in på benet efter operation, och med hjälp av detta kan knäskålssenans fäste på underbenet flyttas 1 cm inåt. Detta minskar sannolikheten för fortsatt luxation.